# Paula Wessely
Paula Wessely, född 20 januari 1907 i Wien, Österrike-Ungern, död 11 maj 2000 i Wien, Österrike, var en österrikisk skådespelare inom teater och film. Hon scendebuterade vid Volkstheater i Wien 1924. Från 1929 verkade hon vid Theater in der Josefstadt. Senare spelade hon även vid Deutsches Theater, Berlin och Theater an der Wien och blev hyllad för flera rollprestationer. Hon filmdebuterade 1934. Tillsammans med sin man, skådespelaren Attila Hörbiger visade hon offentligt stöd för Anschluss 1938. Hon medverkade 1941 som huvudrollsinnehavare i den antipolska tyska propagandafilmen Heimkehr, vilket senare kom att ses som mycket kontroversiellt. Vid Ockupationen av Österrike efter andra världskriget 1945 belades hon en tid med arbetsförbud i Wien på grund av detta, men kunde snart åter stå på scen i Innsbruck. Från 1948 verkade hon ånyo som filmskådespelare. Hon var aktiv skådespelare fram till Attila Hörbigers död 1987 och levde sedan ett tillbakadraget liv.
Hon är mor till skådespelaren Christiane Hörbiger.